# Elisa Severi
Elisa Severi (Ravenna, 6 aprile 1872 – Roma, 26 agosto 1930) è stata un'attrice italiana.

## Biografia

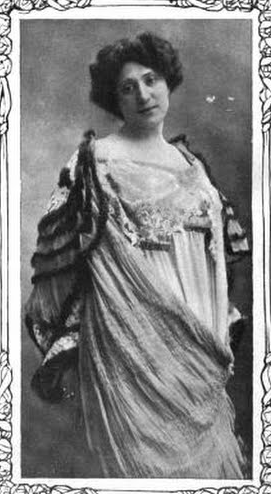
Elisa Severi, da una pubblicazione del 1908

Nata a Ravenna, si è formata come attrice a Roma, dove debuttò nella stagione 1889-1890.

## Carriera

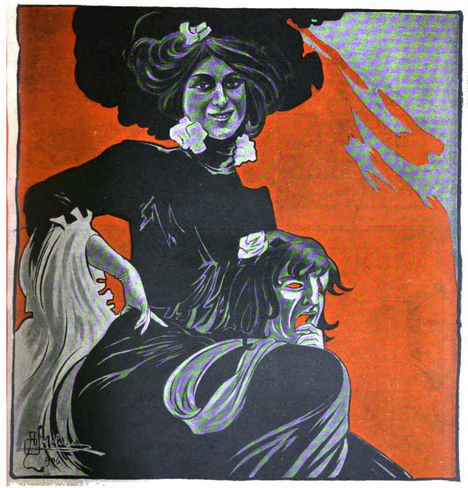
Ritratto di Elisa Severi sulla cover di una rivista del 1907

Elisa Severi iniziò la sua carriera come attrice teatrale, entrando a far parte della Compagnia drammatica Palladini-Talli nel 1894. Successivamente diresse una Compagnia con Oreste Calabresi per le stagioni 1905-1908, con Mercedes Brignone e Amedeo Chiantoni scritturati nella compagnia. Nel 1912 divenne una componente della Compagnia Stabile Romana di Ettore Berti. Un recensore della sua interpretazioni teatrali la definì «una splendida creatura vibrante di passione sentita».
Severi apparve in 20 film muti tra il 1913 e 1921, tra i quali La corsa all'amore (1914), La contessa Fedra (1914), Circe moderna (1914), Il bacio di sirena (1915), Redenzione (1919), Dopo il suicidio (1920), L'erma biffronte (1920), Amleto e il suo clown (1920) e Sublime rinuncia (1921).

## Vita privata
Elisa Severi ebbe un figlio, l'editore e traduttore Giorgio Monicelli (1910-1968), il cui padre era il giornalista Tomaso Monicelli. Suo figlio coniò la parola italiana fantascienza per la rivista di fantascienza Urania. Morì a Roma nel 1930. Un parco a Ravenna prende il suo nome.

## Filmografia
- La rinunzia, regia di Ugo Falena (1913)
- La corsa all'amore, regia di Telemaco Ruggeri (1914)
- La contessa Fedra, regia di Alberto Degli Abbati (1914)
- Il diritto di uccidere, regia di Amleto Palermi (1914)
- Circe moderna, regia di Alberto Degli Abbati (1914)
- Il bacio di sirena, regia di Guido Di Nardo (1915)
- Soldato d’Italia, regia di Alberto Traversa (1916)
- Farulli si arruola, regia di Alberto Traversa (1916)
- Le rose del miracolo, regia di Giuseppe Pinto (1917)
- L'approdo, regia di Riccardo Tolentino (1917)
- Il ferro, regia di Ugo Falena (1918)
- Redenzione, regia di Carmine Gallone e Godofredo Mateldi (1919)
- Amleto e il suo clown, regia di Carmine Gallone (1920)
- L'erma bifronte, regia di Alberto Carlo Lolli (1920)
- Dopo il suicidio, regia di Giulio Antamoro (1920)
- Figuretta, regia di Luigi Maggi (1920)
- La campana dello scandalo, regia di Giulio Antamoro (1920)
- La borsa e la vita, regia di Mario Corte (1920)
- Anime erranti, regia di Mario Corte e Giuseppe Ricciotti (1921)
- Sublime rinuncia, regia di Mario Corte (1921)